# NGC 7282
NGC 7282 (другие обозначения — PGC 68843, UGC 12034, MCG 7-46-7, ZWG 531.6, IRAS22236+4003) — спиральная галактика с перемычкой (SBb) в созвездии Ящерица.
Этот объект входит в число перечисленных в оригинальной редакции «Нового общего каталога».